# مارتن ريد
مارتن ريد (بالإنجليزية: Martin Reed)‏ (10 يناير 1978 بسكاربورو في المملكة المتحدة - ) هو لاعب كرة قدم بريطاني في مركز الدفاع. لعب مع نادي سكاربورو.

## وصلات خارجية
- مارتن ريد على موقع قاعدة بيانات كرة القدم.إي يو (الإنجليزية)
- مارتن ريد على موقع Soccerbase.com (لاعب) (الإنجليزية)